# Barbara Paluch
Barbara Paluch (ur. 1957) – polska koszykarka, multimedalistka mistrzostw Polski.

## Osiągnięcia
Drużynowe
- Mistrzyni Polski (1975–1977)
- Finalistka pucharu Polski (1978)
- Uczestniczka Pucharu Europy Mistrzyń Krajowych (1975/76 – TOP 8, 1976/77 – TOP 12)